# Alpine A522
Der Alpine A522 war der Formel-1-Rennwagen von Alpine F1 für die Formel-1-Weltmeisterschaft 2022 und wurde von Fernando Alonso und Esteban Ocon pilotiert.

## Technik und Entwicklung
Der A522 wurde am 21. Februar 2022 im Palais de Tokyo in Paris offiziell vorgestellt. Er war das Nachfolgemodell des Alpine A521, welcher in der Formel-1-Weltmeisterschaft 2021 eingesetzt wurde.
Wie alle andern Formel-1-Fahrzeuge des Jahrgangs 2022 war der Alpine A522 ein hinterradangetriebener Monoposto mit einem Monocoque aus kohlenstofffaserverstärktem Kunststoff (CFK). Zu den Besonderheiten zählten die schmalen Kühleinlässe und die vergleichsweise kleine Nase. Dazu verfügte der Wagen vorne über eine Pushrod-Aufhängung und hinten über eine Pullrod-Aufhängung. Nachdem der Motor in der vorangegangenen Saison eine der Hauptschächen des Alpine-Rennwagens gewesen war, setzte das Team 2022 auf ein neues Modell von Renault, den E-Tech RE22. Die Reifen stammten von Einheitslieferant Pirelli. Der Rennwagen verfügte, wie alle Formel-1-Fahrzeuge seit 2011, über DRS und das seit 2018 vorgeschriebene Halo-System, welches zusätzlichen Schutz für den Kopf des Fahrers bietet.

## Lackierung und Sponsoring
Der Alpine A522 wurde in Blau, Pink und Schwarz lackiert, wobei das Pink für den Hauptsponsor BWT stand. In den ersten beiden Saisonrennen in Bahrain und Saudi-Arabien wurde eine Lackierung verwendet, welche fast völlig in Pink gehalten wurde.
Im Juni 2022 gab Alpine eine Partnerschaft mit Racing Pride bekannt, einer Organisation, welche sich für die Rechte von LGBT+-Personen im Motorsport einsetzt. Dementsprechend waren die Alpine-Wagen im Juni, zum Pride Month, mit einer speziellen Regenbogenfarbenen Lackierung versehen.
Neben Hauptsponsor BWT warben ebenfalls Binance, Castrol, Microsoft und Mandiant auf dem Wagen.

## Saisonverlauf
Alpine trat in der Saison 2022 mit den Piloten Fernando Alonso und Esteban Ocon an.
Im Verlauf der Saison gelang es dem Team zwar regelmäßig in die Punkte zu fahren, Podien blieben jedoch aus. Dennoch beendete das Team mit 173 Punkten die Weltmeisterschaft auf dem vierten Platz.

### Ergebnisse
| Fahrer                          | Nr.                             | 1 | 2   | 3  | 4   | 5  | 6 | 7  | 8  | 9 | 10  | 11 | 12 | 13 | 14 | 15 | 16  | 17  | 18 | 19 | 20  | 21 | 22  | Punkte | Rang |
| ------------------------------- | ------------------------------- | - | --- | -- | --- | -- | - | -- | -- | - | --- | -- | -- | -- | -- | -- | --- | --- | -- | -- | --- | -- | --- | ------ | ---- |
| Formel-1-Weltmeisterschaft 2022 | Formel-1-Weltmeisterschaft 2022 |   |     |    |     |    |   |    |    |   |     |    |    |    |    |    |     |     |    |    |     |    |     | 173    | 4.   |
| F. Alonso                       | 14                              | 9 | DNF | 17 | DNF | 11 | 9 | 7  | 7  | 9 | 5   | 10 | 6  | 8  | 5  | 6  | DNF | DNF | 7  | 7  | 19* | 5  | DNF | 173    | 4.   |
| E. Ocon                         | 31                              | 7 | 6   | 7  | 14  | 8  | 7 | 12 | 10 | 6 | DNF | 5  | 8  | 9  | 7  | 9  | 11  | DNF | 4  | 11 | 8   | 8  | 7   | 173    | 4.   |